# Giuse Takami Mitsuaki
Giuse Takami Mitsuaki (ヨセフ 高見 三明 21 tháng 3 năm 1946 –) là một giám mục người Nhật Bản của Giáo hội Công giáo Rôma. Ông hiện đảm nhận cương vị Tổng giám mục chính tòa Tổng giáo phận Nagasaki và Chủ tịch Hội đồng Giám mục Nhật Bản.

## Tiểu sử
Tổng giám mục Takami sinh ngày 21 tháng 3 năm 1946 tại Nagasaki, Nhật Bản. Trải qua quá trình tu học khá dài theo giáo luật Công giáo, ngày 20 tháng 3 năm 1972, Phó tế Takami tiến tới việc được phong chức linh mục. Tân linh mục trở thành thành viên linh mục đoàn Tổng giáo phận Nagasaki. Ngày 29 tháng 10 năm 1973, linh mục Takami quyết định gia nhập dòng Xuân Bích.
Ngày 7 tháng 2 năm 2002, Tòa Thánh loan báo tin chọn linh mục Joseph Mitsuaki Takami làm Giám mục, cụ thể với chức danh Giám mục Hiệu tòa Munatiana, Phụ tá Tổng giáo phận Nagasaki. Lễ tấn phong cho vị tân chức được cử hành sau đó vào ngày 29 tháng 4. Các giáo sĩ tham gia vào nghi thức tấn phong có chủ phong Francis Xavier Kaname Shimamoto, Ist. del Prado, Tổng giám mục Nagasaki. Hai vị khác phụ phong là Peter Takeo Okada, Tổng giám mục Tổng giáo phận Tokyo và Giám mục Giáo phận Fukuoka Joseph Hisajiro Matsunaga. Tân giám mục quyết định chọn khẩu hiệu cho mình là:Pro ecclesia et cum ecclesia.
Ngày 17 tháng 10 năm 2003, Tòa Thánh bất ngờ loan tin chọn vị tân giám mục phụ tá của Nagasaki làm Tổng giám mục chính tòa Tổng giáo phận này, kế vị Tổng giám mục Shimamoto đã qua đời ngày 31 tháng 8 ở tuổi 70. Tân Tổng giám mục chính thức nhận chức danh này vào ngày 14 tháng 12 cùng năm. Ngày 17 tháng 3 năm 2015, sau khi nhận được tài liệu về tình trạng Tổng giáo phận Nagasaki, Tổng giám mục Takami nêu quan điểm bi quan khi số lượng giáo dân của Tổng giáo phận sụt giảm mạnh, tỉ lệ kết hôn của người Công giáo trong giáo phận ít ỏi đến đáng báo động.
Ngoài các chức danh chính thức tại giáo phận, Tổng giám mục Takami còn đảm trách nhiều chức danh quan trọng khác trong Hội đồng Giám mục Nhật Bản như: Phó Chủ tịch từ tháng 6 năm 2013 đến ngày 17 tháng 6 năm 2016, khi ông được bầu làm Chủ tịch Hội đồng này.
Ngày 28 tháng 12 năm 2021, Đức giáp hoàng Phanxicô đã chấp thuận đơn từ nhiệm của Tổng giám mục Takami, đồng thời bổ nhiệm giám mục phụ tá Tổng giáo phận Nagasaki Phêrô Nakamura Michiaki kế vị ông làm tổng giám mục.